# Яркуль-Матюшкіно
Яркуль-Матюшкіно (рос. Яркуль-Матюшкино) — село у Усть-Тарцькому районі Новосибірської області Російської Федерації.
Входить до складу муніципального утворення Яркуль-Матюшкінська сільрада. Населення становить 591 особа (2010).

## Історія
Згідно із законом від 2 червня 2004 року органом місцевого самоврядування є Яркуль-Матюшкінська сільрада.

## Населення
| 2002 | 2007 | 2010 |
| ---- | ---- | ---- |
| 555  | ↗580 | ↗591 |